# Harl McDonald
Harl McDonald (Boulder, 27 juli 1899 – Princeton, 30 maart 1955) was een Amerikaans componist, muziekpedagoog, dirigent en pianist.

## Levensloop
McDonald studeerde aan de University of Southern California in Los Angeles [, waar hij in 1921 zijn Bachelor of Music behaalde. Tot zijn leraren behoorden Vernon Spencer, Ernest Douglass en Jarosław Zieliński. Verder studeerde hij aan de Universiteit van Redlands in Redlands en de Felix Mendelssohnschool voor muziek en theater in Leipzig, toen nog Conservatorium van Leipzig geheten en behaalde aldaar zijn diploma.  In 1923 kwam hij terug naar de Verenigde Staten en werkte als pianist en begeleider.
Van 1924 tot 1926 was hij pianoleraar aan de Philadelphia Musical Academy. In 1927 werd hij docent aan de Universiteit van Pennsylvania in Philadelphia en later hoofd van de muziekafdeling en dirigent van de University of Pennsylvania Choral Society en directeur van de University of Pennsylvania Glee Club. Naast zijn werkzaamheden aan de universiteit was hij van 1939 tot 1955 general manager van de Philadelphia Orchestra en behoorde tot het bestuur van de Philadelphia Orchestra Association. Hij was werkzaam als researcher in de bereiken akoestiek en klankonderzoek voor de Rockefeller Foundation en publiceerde in 1935 samen met O.H. Schenck zijn resultaten in het boek New Methods of Measuring Sound.
McDonald componeerde symfonieën, concerten en andere werken voor orkest, vocale muziek en kamermuziek.

## Composities

### Werken voor orkest

#### Symfonieën
- 1933 Symfonie nr. 1 - The Santa Fe Trail - première: 16 november 1934
- 1934 Symfonie nr. 2 - The Rhumba - première: 4 oktober 1935
- 1935 Symfonie nr. 3 - Lamentations of Fu Hsuan, voor sopraan, gemengd koor en orkest - première: 3 januari 1936
- 1937 Symfonie nr. 4 - Festival of the Workers - première: 8 april 1938

#### Concerten voor instrumenten en orkest
- 1936 Concert, voor twee piano's en orkest
  1. Molto moderato
  2. Theme and Variations
  3. Juarezca: Allegro
- 1943 Concert, voor viool en orkest

#### Andere werken voor orkest
- 1935 3 Poems on Aramaic Themes
- 1938 San Juan Capristrano, 2 nocturnes voor orkest
  1. The Mission
  2. Fiesta
- 1939 The Legend of the Arkansas Traveler
- 1940 Chameleon Variations
- 1940 From Childhood, suite voor harp en orkest - opgedragen aan: Edna Philips Rosenbaum (1907-2003) - première: 17 januari 1941 met Edna Philips Rosenbaum (harp), Philadelphia Orchestra o.l.v. Eugene Ormandy
  1. Allegro moderato
  2. Molto moderato
  3. Allegro moderato ma vigorosamente
- 1943 Saga of the Mississippi
- 1945 My Country at War, symfonische suite
- 1950 Overture for Children
- Bataan

### Werken voor harmonieorkest
- 1951 Symfonie nr. 2 - The Rhumba bewerkt door Lucien Cailliet

### Missen en andere kerkmuziek
- Missa pro Defunctis

### Vocale muziek

#### Werken voor koor
- 1938 The Breadth and Extent of Man's Empire, voor gemengd koor
- 1938 Songs of Conquest, voor gemengd koor
- 1939 Lament for the Stolen, voor vrouwenkoor en orkest - gecomponeerd ter herdenking van de vermoording van Charles Augustus Lindbergh jr.
- 1940 Dirge for 2 Veterans, voor vrouwenkoor en orkest
- 1940 Wind in the Palm Trees, voor vrouwenkoor en strijkorkest
- 1950 God Give us Men, voor gemengd koor en orkest

#### Liederen
- 1945 Song of the Nations, voor sopraan en orkest

### Kamermuziek
- 1929 Pianotrio nr. 1 in g mineur, op. 1
- 1932 Fantasy, voor strijkkwartet
- 1932 Pianotrio nr. 2 in g mineur
- 1933 String Quartet on Negro Themes

## Publicaties
- samen met O.H. Schenck: New Methods of Measuring Sound